# Ehrensberg (Bad Waldsee)
Ehrensberg ist ein Teilort von Bad Waldsee im Landkreis Ravensburg in Baden-Württemberg. Das Dorf liegt auf dem Haisterkircher Rücken und bietet einen weiten Blick über die oberschwäbische Landschaft.

## Lage
Der auf 715 Metern über dem Meeresspiegel (m ü. NN) gelegene Ort, Teil der Gemarkung Haisterkirch, befindet sich am südlichen Ende des Haistergauer Rückens und bietet aufgrund seiner Lage und der umliegenden, teils offenen Landschaft einen weiten Blick auf die Nagelfluhkette sowie die umliegende Region.

## Geschichte
Ehrensberg wurde erstmals 1226 urkundlich erwähnt, wobei in diesem Zuge auch ein Pfarrer genannt wurde. Im 16. Jahrhundert erfolgte der Bau der St.-Laurentius-Kapelle, die im 17. und 18. Jahrhundert Umbauten erfuhr.
Im Jahr 1789 kam es zur Vereinödung, was vermutlich zur Entstehung der Höfe Baurenhof, Fischers, Girayen und Klingenhof (heute Ortsteile von Haidgau) führte. Eine bemerkenswerte Auswanderung fand 1851 statt, als die 1826 geborene Maria Josepha Willburger nach Gams in den Kanton St. Gallen, Schweiz, zog. 
Ehrensberg gehörte bis 1976 zur Gemeinde Haidgau.

## Verkehrsanbindung
Ehrensberg ist über kleinere Gemeindeverbindungswege mit Haisterkirch, Haidgau und Hittisweiler sowie über eine Zufahrt zur L300 (etwas östlich von Menisweiler) erreichbar.

## Sehenswürdigkeiten

### St.-Laurentius-Kapelle in Ehrensberg
Die St.-Laurentius-Kapelle liegt etwas östlich des Ortskerns von Ehrensberg in Richtung Hittisweiler. Die Kapelle ist ein einschiffiger Bau (Maße: 13,15 m lang, 5,70 m breit, 4,80 m hoch) mit einer hölzernen Westempore aus dem 16./17. Jahrhundert und einem neueren Glockenturm. Sie beherbergt eine bemerkenswerte Sammlung von Kunstwerken aus verschiedenen Epochen, die ihre lange Geschichte und religiöse Bedeutung widerspiegeln. Es wird vermutet, dass ein Vorgängerbau bereits vor dem 16. Jahrhundert existierte. Bereits 1226 wird ein (Leut-)Priester (Bertholdus plebanus) in Ehrensberg erwähnt, was auf eine frühe kirchliche Präsenz in dem Ort hindeutet.
1990 wurde die St.-Laurentius-Kapelle restauriert, mit Anschaffung eines elektrischen Läutwerks, finanziert durch Spenden der Einwohner. 2024 folgte die Sanierung des Außenputzes der Kapelle.

## Ehrensberger Bach
Der Ehrensberger Bach entspringt im bewaldeten Scheibenholz am Östlichen Ortsrand von Ehrensberg und durchfließt zunächst das Wiesle, eine offene Flurlandschaft innerhalb des Ortes Ehrensberg. Anschließend fließt hangabwärts in Richtung Hittisweiler. Südlich von Hittisweiler mündet er schließlich in die Osterhofer Ach.

## Sport
Obwohl Ehrensberg keine eigenen Sportanlagen besitzt, ist es aufgrund seiner ruhigen, wenig befahrenen Wege und der reizvollen Aussicht ein beliebtes Ziel für Wanderer und Radfahrer.

## Landkarten
- Topographische Karte 1:25.000 Nr. 8024 (Landesamt für Geoinformation und Landentwicklung Baden-Württemberg)[5]
- Topographische Karte 1:50.000 Nr. 8124 (Landesamt für Geoinformation und Landentwicklung Baden-Württemberg)[6]

### Historische Karten
Aus historischen Karten von etwa 1825 lässt sich erkennen, dass die heutige Ortsform von Ehrensberg bereits zu dieser Zeit existierte.
- Flurkarten der Württemberg. und Hohenz. Landesvermessung S.O. LX 50[7]
- Flurkarten der Württemberg. und Hohenz. Landesvermessung S.O. LXI 50[8]